# 霍普代爾 (麻薩諸塞州普查規定居民點)
霍普代爾（英語：Hopedale）是位於美國麻薩諸塞州烏斯特縣的一個普查規定居民點。

## 人口
根據2020年美國人口普查的數據，霍普代爾的面積為4.54平方千米，當中陸地面積為4.53平方千米，而水域面積為0.01平方千米。當地共有人口3939人，而人口密度為每平方千米867.62人。